# Temporada 1988-89 de los Philadelphia 76ers

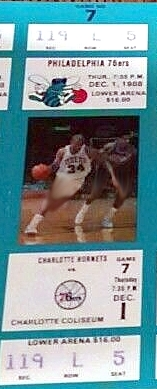
Ticket de un juego de los 76ers en la temporada 1988-1989

La temporada 1988-89 fue la cuadragésima de los Philadelphia 76ers en la NBA, y la vigésimo sexta en Filadelfia, Pensilvania, tras haber jugado hasta entonces en Syracuse bajo el nombre de Syracuse Nationals. La temporada regular acabó con 46 victorias y 36 derrotas, ocupando el séptimo puesto de la conferencia Este, clasificándose para los playoffs, en los que cayeron en primera ronda ente los New York Knicks.

## Elecciones en elDraft
| Ronda | Puesto | Jugador           | Posición  | Nacionalidad   | Universidad     |
| ----- | ------ | ----------------- | --------- | -------------- | --------------- |
| 1     | 3      | Charles Smith     | Ala-Pívot | Estados Unidos | Pittsburgh      |
| 2     | 44     | Everette Stephens | Base      | Estados Unidos | Purdue          |
| 3     | 57     | Hernán Montenegro | Pívot     | Argentina      | Louisiana State |

## Temporada regular
| División Atlántico   | División Atlántico | División Atlántico | División Atlántico | División Atlántico | División Atlántico | División Atlántico | División Atlántico | División Atlántico |
| Equipo               | G                  | P                  | %                  | PD                 | Casa               | Fuera              | Div                |                    |
| -------------------- | ------------------ | ------------------ | ------------------ | ------------------ | ------------------ | ------------------ | ------------------ | ------------------ |
| y-New York Knicks    | 52                 | 30                 | .634               | –                  | 35–6               | 17–24              | 18–12              |                    |
| x-Philadelphia 76ers | 46                 | 36                 | .561               | 6                  | 30–11              | 16–25              | 19–11              |                    |
| x-Boston Celtics     | 42                 | 40                 | .512               | 10                 | 32–9               | 10–31              | 19–11              |                    |
| Washington Bullets   | 40                 | 42                 | .488               | 12                 | 30–11              | 10–31              | 17–13              |                    |
| New Jersey Nets      | 26                 | 56                 | .317               | 26                 | 17–24              | 9–32               | 9–21               |                    |
| Charlotte Hornets    | 20                 | 62                 | .244               | 32                 | 12–29              | 8–33               | 8–22               |                    |

## Playoffs

### Primera ronda
New York Knicks  vs. Philadelphia 76ers
| Fecha       | Partido                                     | Ciudad       |
| ----------- | ------------------------------------------- | ------------ |
| 27 de abril | New York Knicks 102, Philadelphia 76ers 96  | Nueva York   |
| 29 de abril | New York Knicks 107, Philadelphia 76ers 106 | Nueva York   |
| 2 de mayo   | Philadelphia 76ers 115, New York Knicks 116 | Philadelphia |
|             | New York Knicks gana las series 3-0         |              |

## Estadísticas
| Rk | Jugador          | Edad | P  | PT | MP   | TC  | TCI  | %TC  | T3  | T3I | %T3  | TL  | TLI  | %TL  | RO  | RD  | RT   | AS  | RB  | TAP | BP  | FP  | PTS  |
| -- | ---------------- | ---- | -- | -- | ---- | --- | ---- | ---- | --- | --- | ---- | --- | ---- | ---- | --- | --- | ---- | --- | --- | --- | --- | --- | ---- |
| 1  | Charles Barkley  | 25   | 79 | 79 | 39.1 | 8.9 | 15.3 | .579 | 0.4 | 2.1 | .216 | 7.6 | 10.1 | .753 | 5.1 | 7.4 | 12.5 | 4.1 | 1.6 | 0.8 | 3.2 | 3.3 | 25.8 |
| 2  | Mike Gminski     | 29   | 82 | 82 | 33.4 | 6.8 | 14.2 | .477 | 0.0 | 0.1 | .000 | 3.6 | 4.2  | .871 | 2.6 | 6.8 | 9.4  | 1.7 | 0.6 | 1.3 | 1.6 | 1.7 | 17.2 |
| 3  | Hersey Hawkins   | 22   | 79 | 79 | 32.6 | 5.6 | 12.3 | .455 | 0.9 | 2.1 | .428 | 3.1 | 3.7  | .831 | 0.6 | 2.2 | 2.8  | 3.0 | 1.5 | 0.5 | 2.0 | 2.3 | 15.1 |
| 4  | Maurice Cheeks   | 32   | 71 | 70 | 32.4 | 4.7 | 9.8  | .483 | 0.0 | 0.2 | .077 | 2.1 | 2.7  | .774 | 0.5 | 2.0 | 2.6  | 7.8 | 1.5 | 0.2 | 1.6 | 1.6 | 11.6 |
| 5  | Ron Anderson     | 30   | 82 | 12 | 31.9 | 6.9 | 14.0 | .491 | 0.0 | 0.1 | .182 | 2.4 | 2.8  | .856 | 2.0 | 2.9 | 5.0  | 1.7 | 0.9 | 0.3 | 1.5 | 2.0 | 16.2 |
| 6  | Cliff Robinson   | 28   | 14 | 13 | 29.7 | 6.4 | 13.4 | .481 | 0.0 | 0.1 | .000 | 2.3 | 3.1  | .727 | 1.4 | 4.0 | 5.4  | 2.3 | 1.2 | 0.1 | 2.4 | 2.6 | 15.1 |
| 7  | Derek Smith      | 27   | 36 | 18 | 19.3 | 2.9 | 6.1  | .477 | 0.1 | 0.4 | .250 | 1.8 | 2.6  | .699 | 0.9 | 1.5 | 2.4  | 1.9 | 0.7 | 0.4 | 1.2 | 2.8 | 7.8  |
| 8  | Scott Brooks     | 23   | 82 | 6  | 16.7 | 1.9 | 4.5  | .420 | 0.7 | 1.9 | .359 | 0.7 | 0.8  | .884 | 0.2 | 0.9 | 1.1  | 3.7 | 0.8 | 0.0 | 0.8 | 1.4 | 5.2  |
| 9  | Gerald Henderson | 33   | 65 | 0  | 15.2 | 2.2 | 5.4  | .414 | 0.5 | 1.6 | .308 | 1.6 | 2.0  | .819 | 0.3 | 0.8 | 1.0  | 2.2 | 0.6 | 0.0 | 1.1 | 1.9 | 6.5  |
| 10 | Shelton Jones    | 22   | 42 | 34 | 13.7 | 1.9 | 4.3  | .453 | 0.0 | 0.0 | .000 | 1.2 | 1.6  | .746 | 0.6 | 1.7 | 2.3  | 0.8 | 0.4 | 0.3 | 0.9 | 1.2 | 5.0  |
| 11 | Ben Coleman      | 27   | 58 | 11 | 12.1 | 2.0 | 4.2  | .485 | 0.0 | 0.0 |      | 1.1 | 1.3  | .792 | 0.8 | 2.2 | 3.1  | 0.3 | 0.2 | 0.3 | 0.8 | 2.1 | 5.1  |
| 12 | Chris Welp       | 25   | 72 | 0  | 11.7 | 1.4 | 3.1  | .446 | 0.0 | 0.0 | .000 | 0.7 | 1.0  | .658 | 0.8 | 1.9 | 2.7  | 0.4 | 0.3 | 0.6 | 0.6 | 2.4 | 3.4  |
| 13 | David Wingate    | 25   | 33 | 6  | 11.3 | 1.6 | 3.5  | .470 | 0.1 | 0.2 | .333 | 0.8 | 1.0  | .794 | 0.4 | 0.8 | 1.1  | 2.2 | 0.3 | 0.1 | 1.1 | 1.3 | 4.2  |
| 14 | Pete Myers       | 25   | 4  | 0  | 10.0 | 1.5 | 3.0  | .500 | 0.0 | 0.0 |      | 0.5 | 1.0  | .500 | 0.8 | 1.8 | 2.5  | 0.5 | 0.8 | 0.0 | 1.0 | 0.8 | 3.5  |
| 15 | Bob Thornton     | 26   | 54 | 0  | 8.3  | 0.9 | 2.1  | .423 | 0.0 | 0.1 | .333 | 0.6 | 1.1  | .533 | 0.7 | 1.0 | 1.7  | 0.3 | 0.1 | 0.1 | 0.4 | 1.6 | 2.4  |
| 16 | Jim Rowinski     | 28   | 3  | 0  | 2.3  | 0.3 | 0.7  | .500 | 0.0 | 0.0 |      | 0.3 | 0.7  | .500 | 0.3 | 0.7 | 1.0  | 0.0 | 0.0 | 0.0 | 0.0 | 0.0 | 1.0  |

## Galardones y récords
| Jugador         | Galardón                            |
| Charles Barkley | Mejor quinteto de la NBA All-Star   |
| Hersey Hawkins  | Mejor quinteto de rookies de la NBA |